# Uno di noi (serie televisiva)
Uno di noi è una serie televisiva, andata in onda su Rai 1 nel 1996, con Gioele Dix ed Heio Von Stetten.

## Trama
Ercole Della Valle è un architetto di successo che si occupa di disegnare campi da golf. In seguito alla morte del padre adottivo, abbandona il suo lavoro per assumere la direzione di un orfanotrofio nel quale lui stesso ha speso i primi dodici anni della sua vita. In questo luogo ritrova il suo migliore amico d'infanzia Vito, che non ha mai perdonato ad Ercole di essere stato adottato mentre lui ha dovuto vivere da solo.
Lentamente, comunque, la loro amicizia rifiorisce ed insieme i due gestiscono l'orfanotrofio migliorandone le condizioni di vita, dando quindi ai bambini ospiti rinnovate speranze per il futuro. Quando Ercole e Vito si innamorano della stessa donna, Anna, un'assistente sociale, la loro amicizia è messa di nuovo a dura prova. La giovane però si innamora di Vito e rimane incinta di lui. Nell'istituto, si intrecciano tante storie di ragazzi, ovviamente senza genitori, che sperano un giorno di essere adottati e di andare via: tra questi c'è Bebo, un ragazzino di 13 anni, che è lì perché suo padre è finito in galera. Ercole rimane molto affascinato da Bebo e fa di tutto per assecondarlo perché gli ricorda lui stesso quando aveva la sua età.
Il finale sarà per tutti un lieto fine: Vito e Anna si sposano mentre Ercole, dopo essersi dimesso dall'orfanotrofio nominando Vito stesso come suo successore, se ne va insieme a Bebo alla ricerca di nuove avventure, facendo intuire di averlo adottato.

## Episodi e ascolti TV
| Episodio | Titolo                   | Prima visione     | Telespettatori | Share |
| -------- | ------------------------ | ----------------- | -------------- | ----- |
| 1        | Il ritorno               | 29 settembre 1996 |                |       |
| 2        | L'errore                 | 6 ottobre 1996    |                |       |
| 3        | Una famiglia             | 13 ottobre 1996   |                |       |
| 4        | I due amori              | 20 ottobre 1996   |                |       |
| 5        | Vero come una bugia      | 27 ottobre 1996   |                |       |
| 6        | Il corridore             | 3 novembre 1996   |                |       |
| 7        | Il diritto alla felicità | 10 novembre 1996  |                |       |
| 8        | Una madre indegna        | 24 novembre 1996  | 6 042 000      | 23%   |
| 9        | Bambino padre            | 1º dicembre 1996  |                |       |
| 10       | Senza terra              | 8 dicembre 1996   |                |       |
| 11       | Per gioco                | 15 dicembre 1996  |                |       |
| 12       | Sempre insieme           | 22 dicembre 1996  |                |       |